# HTT Automobile

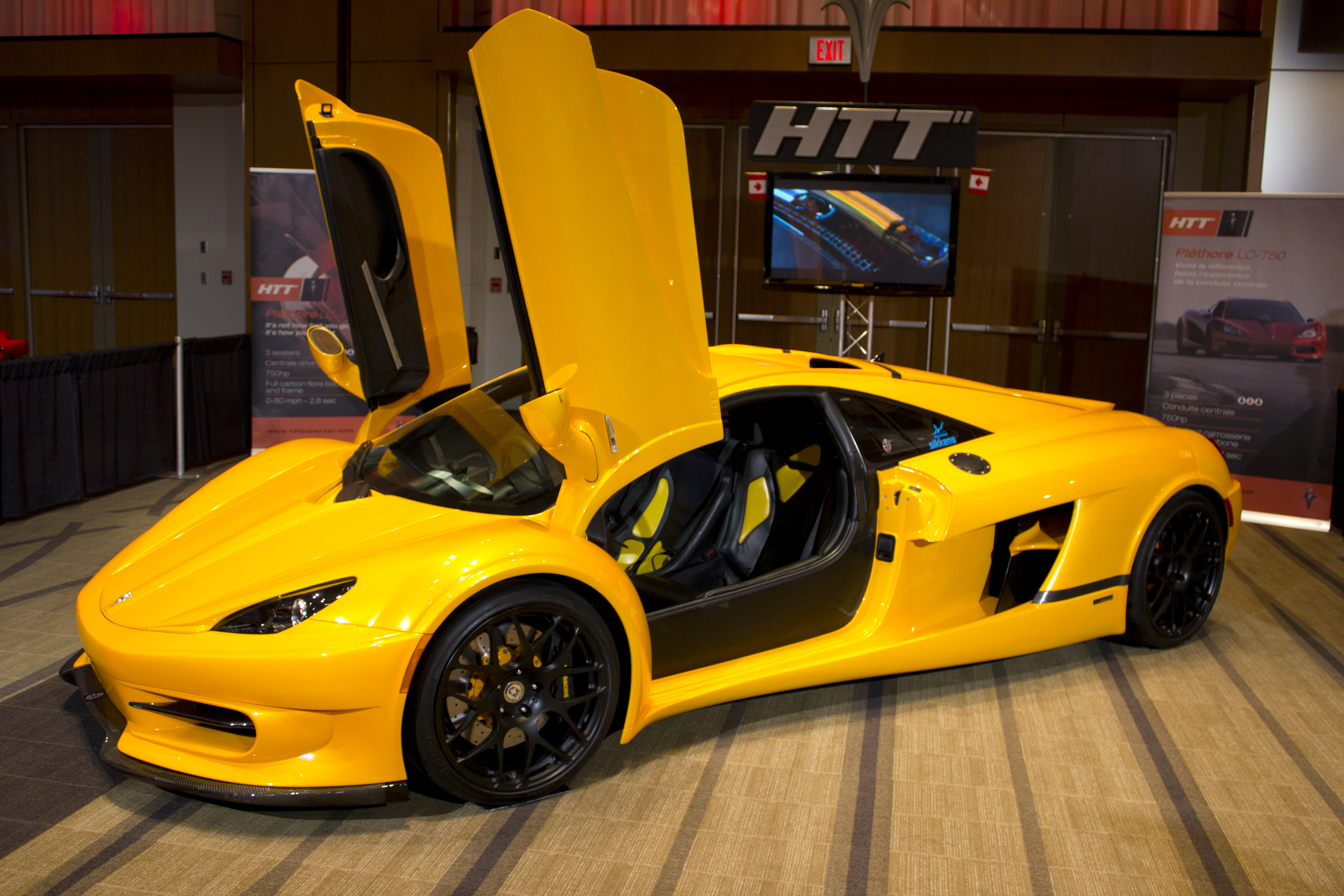
HTT Pléthore (2011)

HTT Automobile – dawny kanadyjski producent supersamochodów, z siedzibą w Montrealu,  działający w latach 2006–2012.

## Historia
Przedsiębiorstwo HTT Automobile powstało w drugiej połowie pierwszej dekady XXI wieku w kanadyjskim Montrealu z inicjatywy dwójki konstruktorów i projektantów, Luca Chartranda i Carla Descoteauxa. Ich celem było wprowadzenie do seryjnej produkcji cywilnego supersamochodu własnej konstrukcji, czego zapowiedzią była prezentacja prototypu Locus Plethore podczas Montreal International Auto Show w 2007 roku. W kolejnych 4 latach autorzy przedsięwzięcia pracowali nad seryjnym modelem przechodzącym ewolucyjne zmiany w stosunku do studium, poszukując także finansowanie na zabezpieczenie planów wdrożenia Pléthore do produkcji i zbudowania planowanych 6–7 sztuk rocznie.
Na początku 2011 roku zaprezentowano produkcyjny model pod nową nazwą, HTT Pléthore. Równolegle, w lutym 2011 Carl Descoteaux oraz prezes, Sébastien Forest, wystąpili w amerykańskiej edycji programu rozrywkowego Dragons’ Den – jak zostać milionerem. Promując swoje przedsięwzięcie jako pierwszy supersamochód w historii kanadyjskiego przemysłu motoryzacyjnego, prosili o zainwestowanie 1,5 miliona dolarów w HTT Automobile. Dwóch jurorów-inwestorów wstępnie wyraziło chęć wykupienia 20% udziałów w firmie, i choć ostatecznie wycofali się oni z przedsięwzięcia po awarii skrzyni biegów podczas jazdy testowej, tak finansowanie w tym roku zapewnił inny, anonimowy inwestor. Wsparcie to okazało się jednak niewystarczające - Pléthore nie trafiło do seryjnej produkcji, a HTT Automobile upadło i zniknęło z rynku w 2012 roku.

## Modele samochodów

### Historyczne
- Pléthore (2011)

### Studyjne
- Locus Plethore (2007)